# 경주 부산성
경주 부산성(慶州 富山城)은 대한민국 경상북도 경주시 건천읍에 있는 통일신라의 성곽이다. 1963년 1월 21일 대한민국의 사적 제25호로 지정되었다.

## 개요
신라 문무왕 3년(663)에 쌓은 신라 산성으로 주사산성(朱砂山城)이라고도 한다. 주사산·오봉산·오로봉산·닭벼슬산이라고도 불리는 부산의 정상을 중심으로 세 줄기의 골짜기를 따라 다듬지 않은 자연석을 이용하여 쌓은 석축성이다. 
산성이 있는 곳은 대구에서 경주로 통하는 교통의 요충지로, 선덕여왕 때 백제군이 이 산을 넘어 옥문곡(일명 여근곡)까지 침입한 일이 있었다. 그 이후에 경주의 서쪽에서 침입하는 적을 방어하기 위해 쌓은 외곽산성으로 조선시대 전기까지 왜구의 침입에 대비했던 것으로 보인다.
성밖은 4면이 경사가 심하고 험준하여 방어에 적합하다. 성안에는 넓고 평탄한 지형이 많으며 물이 풍부하여 신라의 중요한 군사기지였던 것으로 여겨진다.
효소왕 때 화랑 득오(得烏)가 죽지랑(竹旨郞)과의 우정을 그리워하며 '모죽지랑가(慕竹旨郞歌)'를 지은 곳으로도 유명한 곳으로, 현재는 남문터와 군의 창고터, 군사훈련을 시켰던 연병장터·우물터·못터, 그리고 비밀통로인 암문터 등이 남아 있다. 

## 같이 보기
- 모죽지랑가

## 참고 자료
- 경주 부산성 - 국가유산청 국가유산포털